# Escritório de Saúde da Mulher
O Escritório da Saúde da Mulher (em inglês: Office on Women's Health (OWH)) faz parte do Departamento de Saúde e Serviços Humanos dos Estados Unidos (DHHS) e funciona com o objetivo de melhorar a saúde e o bem-estar das mulheres e meninas do país. A sede principal, de onde opera o OWH, está localizada em Washington, DC, com outros dez coordenadores regionais de saúde da mulher posicionados em todo o país para implementar iniciativas locais de saúde.

## História
O OWH foi introduzido em 1991 no DHHS e é dirigido pelo Subsecretário Adjunto de Saúde [da Mulher] (DASWH). O OWH normalmente trabalha junto com agências do governo federal; associações de profissionais de saúde; organizações regionais; instituições de caridade sem fins lucrativos; grupos de consumidores e governos estaduais, municipais e locais. Por meio de financiamento e contratos com essas organizações, o OWH é capaz de administrar várias estratégias e programas para assegurar a saúde das mulheres nos Estados Unidos e aumentar a conscientização sobre o assunto.